# B-boy

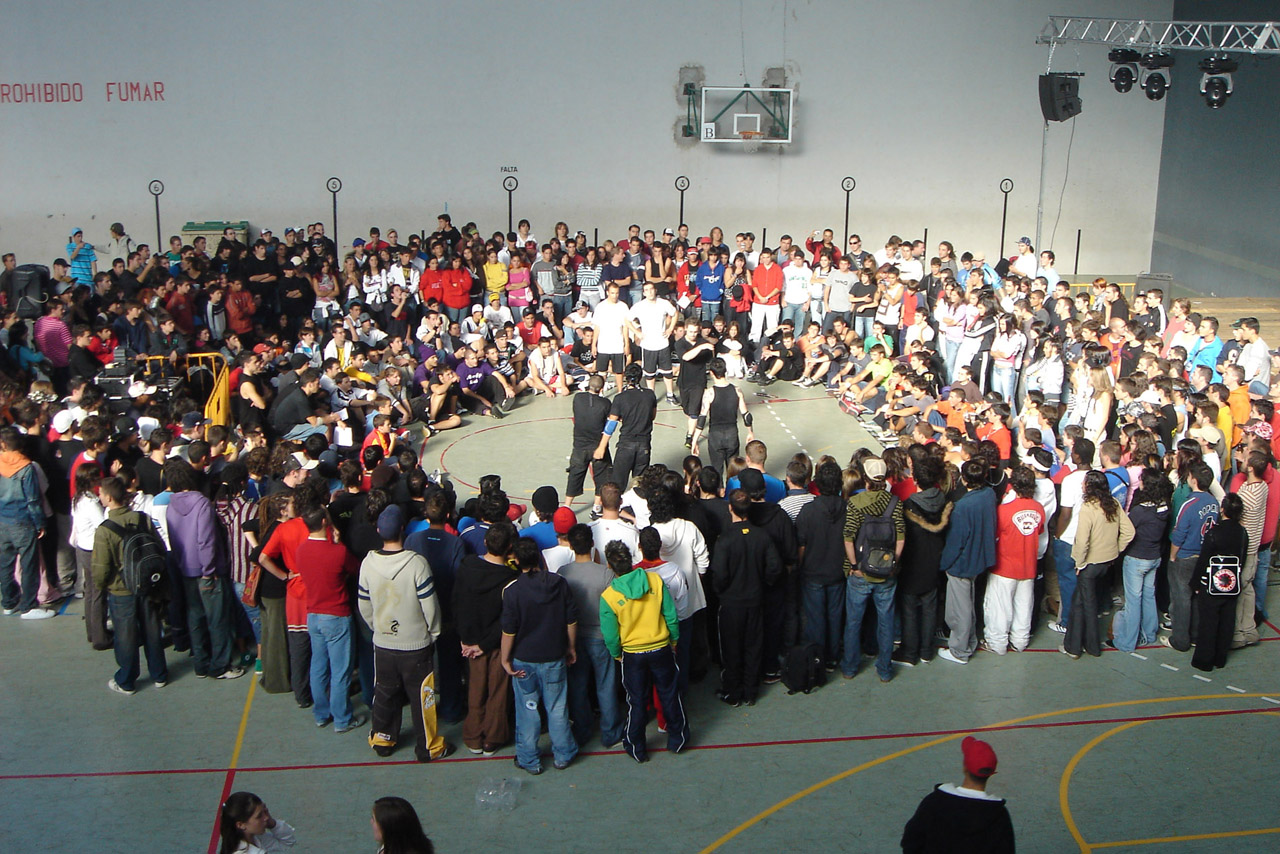
Corro de bboying; en el centro
los que bailan.

B-boy es un término que se refiere a un tipo de baile de Break dance. También se emplea en femenino el término B-girl.

## Etimología y significado
Existen varias historias sobre el origen de los términos B-boy y B-girl. Según una de ellas, ambas palabras significan, respectivamente, «break-boy» y «break-girl», en alusión a la pista de baile. Según otra historia, debido a la conflictividad de los barrios donde se originó el break dance, este tipo de baile permitía a los jóvenes soltarlo todo hasta llegar al punto de ruptura (en inglés, «breaking point». De acuerdo con otra teoría, la «B» hace alusión al Bronx, lugar de origen del break dance.